# Тунсян
Тунся́н (кит. упр. 桐乡, пиньинь Tóngxiāng) — городской уезд городского округа Цзясин провинции Чжэцзян (КНР).

## История
В 938 году юго-западная часть уезда Цзясин была выделена в отдельный уезд Чундэ (崇德县). Во времена империи Мин в 1430 году из уезда Чундэ был выделен уезд Тунсян (桐乡县).
Во времена империи Цин из-за практики табу на имена уезд Чундэ был переименован в Шимэнь (石门县). После Синьхайской революции из-за того, что в провинции Хунань также имелся уезд Шимэнь, уезду было возвращено название Чундэ.
После образования КНР в 1949 году был создан Специальный район Цзясин (嘉兴专区), и уезды Чундэ и Тунсян вошли в его состав. В 1958 году уезд Чундэ был присоединён к уезду Тунсян.
В 1973 году Специальный район Цзясин был переименован в Округ Цзясин (嘉兴地区).
В октябре 1983 года был расформирован округ Цзясин, а вместо него были образованы городские округа Цзясин и Хучжоу; уезд вошёл в состав городского округа Цзясин.
В мае 1993 года уезд Тунсян был преобразован в городской уезд.

## Административное деление
Городской уезд делится на 3 уличных комитета и 9 посёлков.

## Экономика

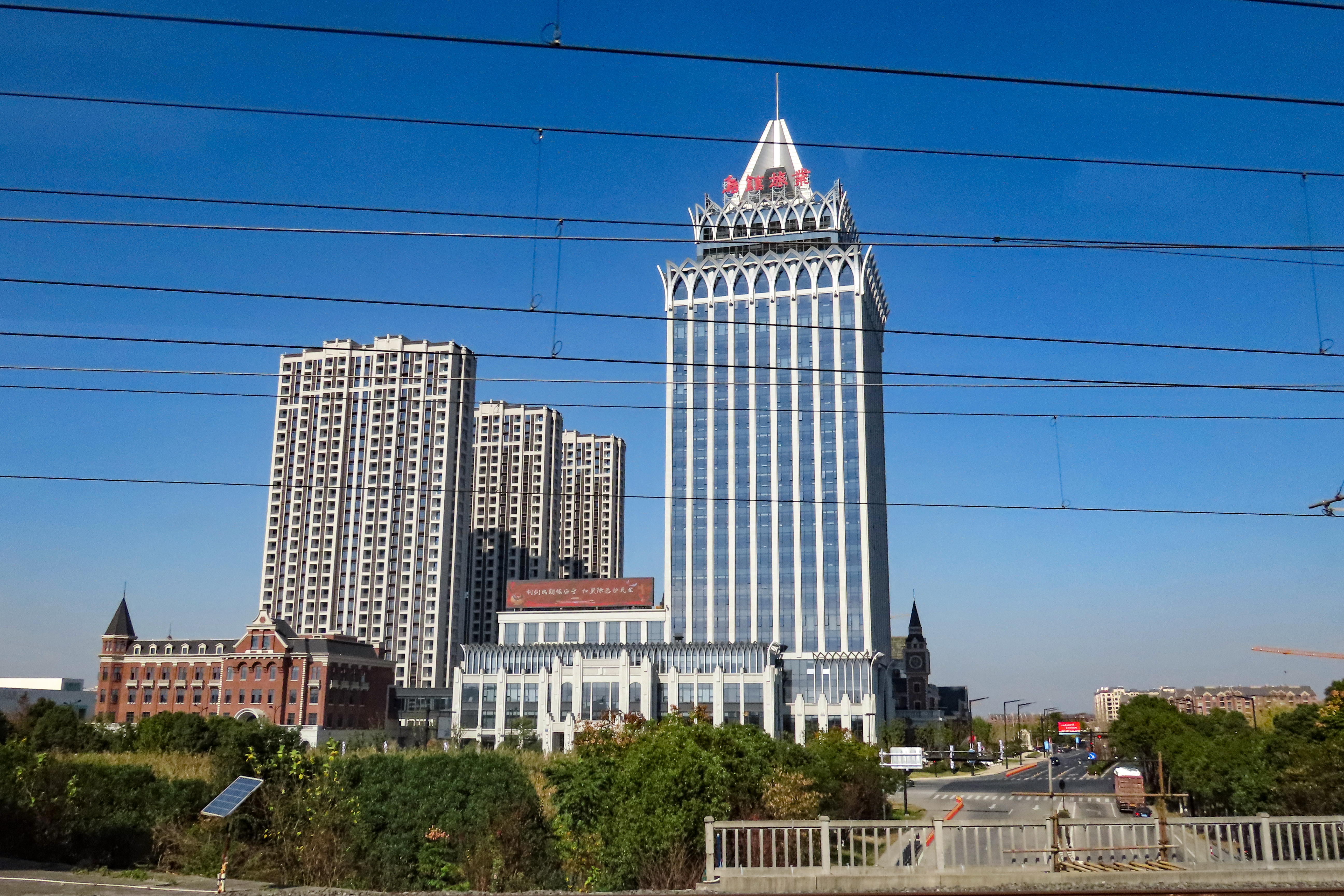
Офис Wuzhen Tourism Corporation

В Тунсяне базируются крупные производители химических волокон Tongkun Group и Xinfengming Group, металлургическая компания Huayou Cobalt, текстильная компания Rayri Hometextile.
Поселок Пуюань (Puyuan Town, 濮院镇) является крупнейшим в мире центром пошива и продажи шерстяных свитеров. По итогам 2020 года объём заключенных сделок на рынке шерстяных свитеров достиг 108,9 млрд юаней (17,1 млрд долл. США). В данной отрасли занято около 200 тыс. местных жителей и жителей соседних с Пуюанем районов.
Ещё в эпоху династий Мин и Цин Пуюань славился производством шёлка. В 1988 году в поселке уже насчитывалось 259 индивидуальных предприятий по изготовлению шерстяных джемперов, объем производства достиг 100 млн юаней (15,7 млн долл. США). Тогда же поселок создал рынок торговли шерстяными джемперами и шерстяной пряжей.

## Культура
В поселке Учжэнь регулярно проводится театральный фестиваль.